# Leonard Kleinrock
El Dr. Leonard Kleinrock (Nova York, 13 de juny de 1934) és un científic de la computació i professor de ciències de la Computació a la UCLA, autor de diverses contribucions molt importants en el camp teòric de les xarxes d'ordinadors, i també tingué un paper important en el desenvolupament de la xarxa ARPANET a UCLA.

## Biografia
Es graduà a la llegendària Bronx High School of Science l'any 1951, i es va diplomar en enginyeria elèctrica el 1957 al City College of New York, i posteriorment va obtenir la llicenciatura i el doctorat en informàtica i enginyeria elèctrica al MIT, durant els anys 1959 i 1963, respectivament. Es va unir al personal de la UCLA, on encara segueix actualment. Del 1991 al 1995 fou catedràtic del Departament de Ciències de la Computació.
Ha rebut nombrosos premis professionals.
Ha descrit la seva feina de la següent manera:
"Bàsicament, el que vaig fer durant la meva investigació de tesis doctoral (publicada el 1962) fou establir una teoria matemàtica de les xarxes de paquets ..."'
El seu treball teòric en el camp de l'encaminament jeràrquic, realitzat a finals dels 70 amb el seu estudiant Farouk Kamoun, en l'actualitat té un paper crític en l'operació d'Internet.
La seva obra més coneguda i significativa és el seu treball sobre la teoria de cues, que té aplicacions en múltiples camps, entre ells com a fonament matemàtic de la commutació de paquets, tecnologia bàsica per a Internet. La seva contribució inicial en aquest camp va ser la seva tesi doctoral, publicada en forma de llibre el 1964; més tard publicaria diverses obres de referència en la matèria.

## ARPANET i Internet
El 1969, ARPANET, la primera xarxa d'ordinadors electrònics es va establir el 29 d'octubre entre nodes situats al laboratori de Kleinrock a la UCLA i el laboratori de Douglas Engelbart al SRI. El primer backbone van ser dos Processadors de Missatges d'Interfície (en anglès, IMP) situats a ambdós extrems.
A més del SRI i UCLA, la UCSB i la Universidad de Utah van formar part de la primera xarxa de 4 nodes, i el 5 de desembre del 1969 tots els nodes estaven interconectats.
El 1988, Kleinrock encapçalà un grup que va presentar un informe titulat Toward a National Research Network al Congrés dels Estats Units. Aquest informe va influir en aleshores senador Al Gore que l'utilitzà per a desenvolupar la Gore Bill o High Performance Computing Act of 1991 que va ser clau per al desenvolupament d'Internet durant els anys 90. En particular, va portar directament al desenvolupament l'any 1993 del navegador MOSAIC, subvencionat per la High-Performance Computing and Communications Initiative, un programa creat per la High Performance Computing Act of 1991.